# يوسف ضياء يلماز
يوسف ضياء يلماز ولد  المهندس والسياسي يوسف ضياء يلماز في 28 أغسطس من عام 1951 بسامسون وهو يتولى  رئاسة بلدية سامسون منذ عام 1999. حيث أنه يشغل هذا المنصب وبدون انقطاع منذ 16 سنة و 272 يوما وتعتبر هذه المدة ثاني أطول مدة بعد كمال وهبي غول الذي قضى فترة 16 سنة و 319 يوما في رئاسة البلدية الكبرى.